# 2020년 지진
아래 목록은 2020년 발생한 지진의 목록이다. 이 목록에는 규모 6 이상이거나, 지진으로 인명 피해나 재산 피해가 일어났거나, 기타 신뢰 가능한 출처에서 유력하게 다룬 지진을 수록한다. 지진이 일어난 시각은 전부 협정 세계시로 표기한다.

## 연도별 지진 비교
| 규모    | 2010년 | 2011년 | 2012년 | 2013년 | 2014년 | 2015년 | 2016년 | 2017년 | 2018년 | 2019년 | 2020년 |
| ------- | ------ | ------ | ------ | ------ | ------ | ------ | ------ | ------ | ------ | ------ | ------ |
| 8.0–9.9 | 1      | 1      | 2      | 2      | 1      | 1      | 0      | 1      | 1      | 1      | 0      |
| 7.0–7.9 | 23     | 19     | 14     | 17     | 11     | 18     | 16     | 6      | 16     | 9      | 9      |
| 6.0–6.9 | 151    | 187    | 117    | 123    | 143    | 127    | 130    | 104    | 118    | 135    | 112    |
| 5.0–5.9 | 2,221  | 2,486  | 1,546  | 1,454  | 1,574  | 1,412  | 1,550  | 1,448  | 1,671  | 1,485  | 1,316  |
| 4.0–4.9 | 10,140 | 13,131 | 10,957 | 11,872 | 15,816 | 13,776 | 13,699 | 11,536 | 12,782 | 11,897 | 12,297 |
| 총 합   | 12,539 | 15,824 | 12,637 | 13,469 | 17,545 | 15,334 | 15,395 | 13,095 | 14,589 | 13,531 | 13,736 |

감지된 지진 횟수의 증가가 '실제 일어난' 지진 횟수가 증가한 것이라 말할 수는 없다. 인구 증가, 인간 거주 구역의 광역화, 지진 감지 기술의 발전 등으로 인해 유감지진, 즉 감지된 지진의 횟수는 실제 일어난 지진 횟수와는 상관없이 계속 늘어날 수 있다.

## 규모 순 지진
| 순위 | 규모 | 사망자수 | 진앙                          | MMI  | 진원 깊이 (km) | 날짜      |
| ---- | ---- | -------- | ----------------------------- | ---- | -------------- | --------- |
| 1    | 7.8  | 0        | 미국 알래스카주 해역          | VII  | 28.0           | 7월 22일  |
| 2    | 7.7  | 0        | 자메이카 해노버구 해역        | VI   | 10.0           | 1월 28일  |
| 3    | 7.6  | 0        | 미국 알래스카주 해역          | VII  | 35.4           | 10월 19일 |
| 4    | 7.5  | 0        | 쿠릴 열도 세베로쿠릴스크 해역 | IV   | 56.7           | 3월 25일  |
| 5    | 7.4  | 10명     | 멕시코 오아하카주 해역        | VIII | 26.3           | 6월 23일  |
| 5    | 7.4  | 0        | 뉴질랜드 케르메덱제도 해역    | VII  | 10.0           | 6월 18일  |
| 7    | 7.0  | 1명      | 파푸아뉴기니 오로주 해역      | VII  | 79.8           | 7월 17일  |
| 7    | 7.0  | 0        | 쿠릴 열도 이투루프섬 해역     | VI   | 144.0          | 2월 13일  |
| 7    | 7.0  | 118명    | 그리스 사모스섬 해역          | VIII | 21.0           | 10월 30일 |

위 목록은 규모 Mw7.0 이상인 지진만 수록하였다.

## 월별 지진

### 1월
| 날짜 | 진원 위치                                                                                       | Mw  | 깊이 (km) | MMI  | 주석 | 사상자   | 사상자   |
| 날짜 | 진원 위치                                                                                       | Mw  | 깊이 (km) | MMI  | 주석 | 사망자수 | 부상자수 |
| ---- | ----------------------------------------------------------------------------------------------- | --- | --------- | ---- | --- | -------- | -------- |
| 2일  | 이란 호라산에라자비주 타이바드 서남쪽 80km 지점                                                 | 5.5 | 10.0      | VII  | 최소 주택 14채가 큰 피해를 입었다. | -        | -        |
| 6일  | 미국 푸에르토리코 과니카주 인디오스 남남동쪽 13km 해역                                          | 5.8 | 6.0       | VI   | 진앙지에서 가까운 육지인 과니카주를 중심으로 건물이 손상되고 정전이 일어났으며, 산사태로 도로가 막히는 피해가 있었다. 이 지진은 다음날 일어난 M6.4 지진의 전진이다. | -        | -        |
| 7일  | 인도네시아 아체주 시나방 남남서쪽 16km 해역                                                     | 6.2 | 20.3      | VI   | 진앙지 인근인 시나방을 중심으로 건물이 손상을 입는 피해가 있었다. | -        | -        |
| 7일  | 미국 푸에르토리코 과니카주 인디오스 남쪽 8km 해역                                               | 6.4 | 10.0      | VIII | 2020년 푸에르토리코 지진 문서 참조. 푸에르토리코 본섬 전역 대부분에서 정전이 되고 건물이 크게 흔들렸으며 본섬 남쪽에서는 여러 건물들이 붕괴되었다. 지진으로 1명이 사망하고 8명이 부상을 입었다.                                                                        | 1명      | 8명      |
| 7일  | 파푸아뉴기니 동뉴브리튼주 킴베 동북동쪽 128km 지점                                              | 6.0 | 117.0     | IV   | - | -        | -        |
| 8일  | 이란 부셰르주 보라잔 동남쪽 13km 지점                                                           | 4.9 | 10.0      | IV   | 진앙지를 중심으로 건물이 붕괴되는 피해가 있었다. 이 지진으로 7명이 부상을 입었다. | -        | 7명      |
| 9일  | 러시아 축치 자치구 중앙                                                                         | 6.4 | 10.0      | VII  | - | -        | -        |
| 10일 | 미국 푸에르토리코 과니카주 인디오스 남남서쪽 4km 해역                                           | 5.2 | 9.0       | VI   | 추가 여진으로 인해 섬 전역에서 건물 일부가 붕괴되는 피해가 있었다. 이번 지진으로 3명이 사망하였다. 이 지진은 2020년 푸에르코리코 지진의 여진이다. | 3명      | -        |
| 11일 | 미국 푸에르토리코 과야니야주 과니카 남남서쪽 4km 해역                                           | 5.9 | 5.0       | VII  | 폰세를 중심으로 여러 건물 피해가 있었다. 이 지진은 2020년 푸에르토리코 지진의 여진이다. | -        | -        |
| 15일 | 아르헨티나 멘도사주 산 마르틴 서북쪽 17km 지점                                                  | 5.0 | 32.9      | V    | 멘도사 도시를 중심으로 가벼운 피해가 있었다. 부상자 1명이 발생했다. | -        | 1명      |
| 17일 | 멕시코 오아하카주 산 헤로니모 익스테펙 동북동쪽 18km 지점                                       | 5.3 | 27.4      | IV   | 진앙지를 중심으로 가옥 피해가 발생했다. 또한 산사태 및 낙석으로 여러 도로가 차단되는 일도 일어났다. | -        | -        |
| 18일 | 인도네시아 파푸아주 아베푸라 서쪽 141km 지점                                                    | 6.0 | 33.6      | VI   | - | -        | -        |
| 19일 | 중화인민공화국 신장 위구르 자치구 커쯔러쑤 키르기스 자치주 아투스시 아자커향 동북동쪽 86km 지점 | 6.0 | 6.3       | VIII | 지진으로 3명의 사상자가 발생했다. | 1명      | 2명      |
| 19일 | 인도네시아 북술라웨시주 몰리바구 남남서쪽 58km 해역                                             | 6.1 | 120.8     | IV   | - | -        | -        |
| 19일 | 미국 캔자스주 사우스허친슨 서남서쪽 3km 지점                                                    | 4.5 | 5.0       | VI   | 허친슨을 중심으로 벽돌 담장이 무너지는 등 재산 피해가 있었다. | -        | -        |
| 20일 | 사우스조지아 사우스샌드위치 제도 브리스톨섬 남남동쪽 26km 해역                                  | 6.1 | 91.3      | V    | - | -        | -        |
| 22일 | 터키 마니사 크르카아치 동남동쪽 15km 지점                                                       | 5.6 | 5.4       | VII  | 일부 건물이 손상을 입는 등으로 4명의 부상자가 발생했다. 지진의 진동은 이즈미르와 이스탄불에서도 느껴졌다. | -        | 4명      |
| 23일 | 미국 알래스카주 알류샨 열도 터내가 화산 동쪽 22km 해역                                          | 6.2 | 10.0      | VI   | - | -        | -        |
| 24일 | 터키 엘라지주 도아니올 북북동쪽 9km 지점                                                        | 6.7 | 11.9      | IX   | 2020년 엘라지 지진 문서 참조. 퓌튀르게를 중심으로 매우 큰 피해를 입어 건물 최소 10채가 붕괴되었으며 대부분의 사람들이 잔해에 갇히는 일이 발생했다. 엘라지 도시에서는 도시가스 누출로 인해 대형 화재도 일어났다. 이번 지진으로 41명이 사망하고 1,607명이 부상을 입었다. | 41명     | 1,607명  |
| 26일 | 미국 알래스카주 알류샨 열도 애머티그낵섬 서쪽 57km 해역                                         | 6.1 | 27.1      | V    | - | -        | -        |
| 27일 | 솔로몬 제도 마키라울라와 주 키라키라 서북서쪽 105km 해역                                        | 6.3 | 17.7      | VI   | - | -        | -        |
| 28일 | 자메이카 해노버구 루카 북북서쪽 125km 해역                                                      | 7.7 | 10.0      | VI   | 2020년 자메이카 지진 문서 참조. 1946년 도미니카 공화국 지진 이후 카리브 제도에서 관측한 가장 강력한 지진이다. | -        | -        |
| 28일 | 케이맨 제도 그랜드케이맨 이스트앤드 동남쪽 57km 해역                                            | 6.1 | 10.0      | V    | 같은 날 일어난 자메이카 규모 M7.7 지진의 여진이다. | -        | -        |
| 29일 | 솔로몬 제도 마키라울라와 주 키라키라 서쪽 70km 해역                                             | 6.0 | 86.6      | V    | 1월 27일 일어난 규모 M6.3 지진의 여진이다. | -        | -        |

### 2월
| 날짜 | 진원 위치                                                               | Mw  | 깊이 (km) | MMI | 주석 | 사상자   | 사상자   |
| 날짜 | 진원 위치                                                               | Mw  | 깊이 (km) | MMI | 주석 | 사망자수 | 부상자수 |
| ---- | ----------------------------------------------------------------------- | --- | --------- | --- | --- | -------- | -------- |
| 5일  | 인도네시아 동자와주 우중팡카흐 북북동쪽 111km 해역                      | 6.2 | 589.6     | II  | - | -        | -        |
| 6일  | 필리핀 다바오 지방 폰다구이탄 남남동쪽 104km 해역                       | 6.0 | 43.6      | IV  | - | -        | -        |
| 8일  | 인도 우타라칸드주 바게쉬와르 동북쪽 39km 지점                           | 4.7 | 48.2      | V   | 진앙지인 바게쉬와르를 중심으로 여러 가옥이 피해를 입었다. 2명이 부상을 입었다. | -        | 2명      |
| 8일  | 사우스조지아 사우스샌드위치 제도 브리스톨섬 남남동쪽 124km 해역         | 6.1 | 16.1      | IV  | - | -        | -        |
| 9일  | 파푸아뉴기니 동뉴브리튼주 코코포 남쪽 122km 해역                        | 6.2 | 31.3      | VI  | - | -        | -        |
| 13일 | 쿠릴 열도 이투루프섬 쿠릴스크 동북동쪽 93km 해역 (러시아/일본 분쟁지역) | 7.0 | 144.0     | VI  | 2020년 이투루프섬 해역 지진 문서 참조. | -        | -        |
| 23일 | 이란 서아제르바이잔주, 터키 사라이 동남쪽 25km 지점                     | 5.7 | 6.4       | VII | 2020년 이란-터키 국경 지진의 전진이다. 터키 반주를 중심으로 여러 피해가 발생했으며 터키에서만 최소 10명이 사망하고 50명이 부상을 입었다. 이란에서도 서아제르바이잔주를 중심으로 주택 붕괴 피해가 일어났으며 최소 75명이 부상을 입었다. | 10명     | 125명    |
| 23일 | 이란 서아제르바이잔주, 터키 사라이 동남쪽 25km 지점                     | 6.0 | 10.0      | VII | 2020년 이란-터키 국경 지진의 본진이다. | -        | -        |
| 24일 | 이탈리아 칼라브리아주 렌데 북쪽 2km 지점                                | 4.8 | 10.0      | VII | 진앙지인 코센차도를 중심으로 가옥 붕괴 피해가 일어났다. 지진으로 1명이 부상을 입었다. | -        | 1명      |
| 26일 | 인도네시아 말루쿠주 사움라키 북북서쪽 55km 지점                         | 6.0 | 54.0      | V   | - | -        | -        |

### 3월
| 날짜 | 진원 위치                                           | Mw  | 깊이 (km) | MMI  | 주석 | 사상자   | 사상자   |
| 날짜 | 진원 위치                                           | Mw  | 깊이 (km) | MMI  | 주석 | 사망자수 | 부상자수 |
| ---- | --------------------------------------------------- | --- | --------- | ---- | --- | -------- | -------- |
| 1일  | 필리핀 동비사야스 지방 쿨라시안 북북동쪽 5km 해역   | 5.3 | 7.0       | VI   | 진앙지 근처인 레이테섬을 중심으로 여러 건물이 무너지는 피해가 있었다. | -        | -        |
| 6일  | 서남인도양 해령                                     | 6.0 | 10.0      | -    | - | -        | -        |
| 10일 | 인도네시아 서자와주 시쿠룽 서남서쪽 12km 지점       | 5.0 | 22.8      | VIII | 진앙지를 중심으로 주택 90여 채가 붕괴되었으며 부상자 2명이 발생했다. | -        | 2명      |
| 12일 | 일본 이시카와현 나나오시 북북서쪽 26km 지점         | 5.3 | 10.0      | VII  | 일본 기상청 진도 계급 기준 와지마시에서 최대 진도 5강을 관측하였다. | -        | -        |
| 14일 | 뉴질랜드 케르메덱 제도 라오울섬 동북쪽 298km 해역   | 6.3 | 10.0      | III  | - | -        | -        |
| 17일 | 통가 니우아토푸타푸섬 히히포 동쪽 172km 해역        | 6.0 | 10.0      | IV   | 이 지진으로 사모아 섬에서도 진동이 느껴졌다. | -        | -        |
| 18일 | 바누아투 토르바 주 솔라 북북서쪽 97km 해역          | 6.1 | 178.8     | IV   | - | -        | -        |
| 18일 | 미국 유타주 마그나 북북동쪽 6km 지점                | 5.7 | 11.9      | VIII | 2020년 솔트레이크시티 지진 문서 참조. 1992년 이후 미국 유타주에서 가장 큰 규모의 지진이다. 솔트레이크시티 5만 세대에 정전이 일어났으며 유타 주의 여러 건물이 피해를 입었다.                                               | -        | -        |
| 18일 | 인도네시아 발리주 칸긴 남쪽 246km 해역              | 6.2 | 17.6      | III  | - | -        | -        |
| 21일 | 그리스 이피로스주 파라미티아 동남쪽 15km 지점       | 5.7 | 10.0      | VII  | 카나라키를 중심으로 구시가지 건물이 일부 무너지는 일이 일어났다. 이 지진으로 3명이 부상을 입었다. | -        | 3명      |
| 22일 | 크로아티아 자그레브 카시나 서남쪽 3km 지점          | 5.4 | 10.0      | VII  | 2020년 자그레브 지진 문서 참조. 자그레브를 중심으로 큰 피해가 일어나 많은 건물이 손상을 입고 일부는 붕괴되었다. 이 지진으로 1명이 사망하고 최소 26명이 부상을 입었다. 이 지진은 1880년 지진 이후 가장 큰 규모의 지진이다. | 1명      | 26명     |
| 22일 | 동태평양 해팽 중앙 해역                             | 6.1 | 10.0      | -    | - | -        | -        |
| 25일 | 러시아 쿠릴 열도 세베로쿠릴스크 남남동쪽 219km 해역 | 7.5 | 56.7      | IV   | 이 지진으로 하와이 등 태평양 해역에 쓰나미 경보가 발령되었다가 해제되었다. | -        | -        |
| 26일 | 필리핀 소크사르젠 지방 발리통 서남쪽 27km 해역      | 6.1 | 59.0      | VI   | 건물이 금이 가는 등 약간의 재산 피해가 있었다. | -        | -        |
| 28일 | 인도네시아 중앙술라웨시주 펜돌로 서북서쪽 64km 지점 | 5.8 | 10.0      | VII  | 최소 3명이 부상을 입었으며 건물 33채가 손상되었다. 술라웨시 섬 일부 지역이 정전되는 피해도 있었다. | -        | 3명      |
| 31일 | 미국 아이다호주 샬리 서쪽 72km 지점                 | 6.5 | 10.0      | VIII | 1983년 보라 픽 지진 이후 40여년만에 아이다호주에서 일어난 가장 큰 지진이다. 약간의 낙석사태가 일어났다. | -        | -        |

### 4월
| 날짜 | 진원 위치                                                   | Mw  | 깊이 (km) | MMI | 주석 | 사상자   | 사상자   |
| 날짜 | 진원 위치                                                   | Mw  | 깊이 (km) | MMI | 주석 | 사망자수 | 부상자수 |
| ---- | ----------------------------------------------------------- | --- | --------- | --- | --- | -------- | -------- |
| 5일  | 인도네시아 말루쿠우타라 주 코타트르나테 서북쪽 125km 해역   | 6.0 | 38.8      | V   | - | -        | -        |
| 12일 | 프랑스령 남방 및 남극 암스테르담섬 북쪽 96km 해역           | 6.1 | 10.0      | IV  | - | -        | -        |
| 14일 | 뉴질랜드 케르매덱 제도 라울섬 동남쪽 194km 해역             | 6.0 | 31.0      | III | - | -        | -        |
| 15일 | 콜롬비아 볼리바르주 피니요스 북북동쪽 14km 지점             | 5.7 | 53.0      | V   | 지진으로 1명이 부상을 입었다. 진앙을 중심으로 오래된 건물 수 채가 무너지는 피해가 있었다.                                             | -        | 1명      |
| 16일 | 이탈리아 에밀리아로마냐주 콜리 남남서쪽 1km 지점            | 4.5 | 10.0      | VI  | 체리냘레 마을을 중심으로 건물 피해가 있었다. 여러 건물의 벽이나 천장 등이 금이 갔으며 교회가 일부 손상되는 피해가 있었다.             | -        | -        |
| 16일 | 온두라스 이슬라스데라바이아주 구아나야섬 북북동쪽 55km 해역 | 6.0 | 10.0      | V   | - | -        | -        |
| 18일 | 일본 오가사와라 제도 지치지마 섬 서쪽 209km 해역            | 6.6 | 453.8     | III | 2020년 오가사와라 제도 서쪽 해역 지진 문서 참조. 일본 기상청 규모 M6.8이며 오가사와라촌에서 일본 기상청 진도 계급 진도4를 관측하였다. | -        | -        |
| 19일 | 일본 이와테현 오후나토시 동남쪽 25km 해역                   | 6.3 | 38.0      | VI  | 일본 기상청 규모 M6.2이며 이와테현 중남부와 미야기현에서 일본 기상청 진도 계급 진도4를 관측하였다.                                    | -        | -        |
| 25일 | 파푸아뉴기니 부건빌 자치주 판구나 서쪽 132km 해역           | 6.3 | 16.9      | IV  | - | -        | -        |

### 5월
| 날짜 | 진원 위치                                                       | Mw  | 깊이 (km) | MMI | 주석 | 사상자   | 사상자   |
| 날짜 | 진원 위치                                                       | Mw  | 깊이 (km) | MMI | 주석 | 사망자수 | 부상자수 |
| ---- | --------------------------------------------------------------- | --- | --------- | --- | --- | -------- | -------- |
| 2일  | 미국 푸에르토리코 페뉴엘라스 타야보아 남쪽 6km 해역             | 5.4 | 9.0       | VII | 폰세를 중심으로 일부 건물이 파손되었으며 푸에르토리코 일부 지역이 일시적으로 정전되는 피해가 있었다.                                                            | -        | -        |
| 2일  | 그리스 크레타 이에라페트라 남쪽 89km 해역                       | 6.6 | 17.0      | VI  | 그리스 지역에 쓰나미 경보가 발령되었으며 크레타섬 이에라페트라에 최대 20cm의 쓰나미가 몰아닥쳤다. 산악 지역에 일부 산사태 피해도 있었다.                        | -        | -        |
| 6일  | 이란 로레스탄주 알레스타르 서남쪽 16km 지점                     | 4.8 | 10.0      | VI  | 지진으로 일부 건축물이 붕괴되고 25명이 부상을 입었다. | -        | 25명     |
| 6일  | 인도네시아 말루쿠주 사움라키 서북쪽 205km 해역                  | 6.8 | 107.0     | VI  | - | -        | -        |
| 7일  | 파푸아뉴기니 부건빌 자치주 뉴아일랜드섬 타론산 동쪽 186km 해역  | 6.1 | 466.2     | II  | - | -        | -        |
| 7일  | 이란 테헤란주 다마반드산 서북서쪽 2km 지점                      | 4.6 | 10.0      | V   | 이란의 수도 테헤란에서도 진동을 느끼고 일부 피해가 있었다. 테헤란에서 1명이, 다마반드산 인근에서 1명이 사망했으며 38명이 부상을 입었다.                         | 2명      | 38명     |
| 12일 | 솔로몬 제도 산타크루즈 제도 라타 남남동쪽 173km 해역            | 6.6 | 112.4     | V   | - | -        | -        |
| 15일 | 미국 네바다주 토노파 서쪽 56km 지점                             | 6.5 | 2.8       | VII | 네바다주 지역에서 65년만에 가장 큰 규모의 지진이다. 로스앤젤레스와 리노를 잇는 고속도로가 바닥에 금이 가 일시 폐쇄되었다. 니군을 중심으로 여러 피해가 일어났다. | -        | -        |
| 18일 | 스웨덴 라플란드 키루나 동쪽 3km 지점                            | 4.9 | 10.0      | V   | 12년만에 스웨덴에서 일어난 가장 큰 규모의 지진이다. 키루나 광산에 낙석과 산사태가 일어나 일시적으로 폐쇄되었다.                                                 | -        | -        |
| 18일 | 중화인민공화국 윈난성 자오퉁시 루뎬현 원핑진 서북서쪽 26km 지점 | 5.2 | 10.0      | VII | 자오양구를 중심으로 여러 건물 피해가 일어났다. 지진으로 4명이 사망하고 24명이 부상을 입었다.                                                                    | 4명      | 24명     |
| 22일 | 멕시코 바하칼리포르니아수르주 산호세델카보 동남동쪽 173km 해역  | 6.1 | 10.0      | IV  | - | -        | -        |
| 24일 | 이란 코길루예부예르아마드주 도곤바단 북북서쪽 3km 지점          | 5.1 | 10.0      | V   | 데다쉬트의 사적지 여럿이 심각한 피해를 입었으며 16명이 부상을 입었다.                                                                                           | -        | 16명     |
| 27일 | 바누아투 셰파 주 포트빌라 서북쪽 79km 해역                      | 6.1 | 10.0      | IV  | - | -        | -        |
| 28일 | 통가 에우아섬 오호누아 남남동쪽 111 km 해역                     | 6.0 | 10.0      | IV  | - | -        | -        |
| 31일 | 페루 푸노구 람파 서북서쪽 32km 지점                             | 6.0 | 153.4     | IV  | - | -        | -        |

### 6월
| 날짜 | 진원 위치                                                              | Mw  | 깊이 (km) | MMI | 주석 | 사상자   | 사상자   |
| 날짜 | 진원 위치                                                              | Mw  | 깊이 (km) | MMI | 주석 | 사망자수 | 부상자수 |
| ---- | ---------------------------------------------------------------------- | --- | --------- | --- | --- | -------- | -------- |
| 3일  | 칠레 안토파가스타주 산페드로데아타카마 남남서쪽 48km 지점              | 6.8 | 96.8      | VI  | 카마르 마을의 교회가 무너지고 산페드로데아타카마를 중심으로 여러 물적 피해가 있었으나 사상자는 없다.                                                    | -        | -        |
| 3일  | 피지 남쪽 해역                                                         | 6.1 | 90.5      | -   | - | -        | -        |
| 3일  | 인도네시아 아체주 반다아체 서쪽 23km 해역                              | 4.6 | 10.0      | IV  | 사방을 중심으로 여러 건축물 피해가 나왔다. | -        | -        |
| 4일  | 인도네시아 북말루쿠주 토벨로 북북동쪽 134km 해역                       | 6.4 | 106.9     | VI  | 모로타이섬의 건물 300여채가 무너졌다. | -        | -        |
| 5일  | 터키 말라티아주 도아니올 서남서쪽 25km 지점                            | 5.2 | 10.0      | V   | 퓌튀르게의 건축물 20여채가 붕괴되는 피해가 있었다. | -        | -        |
| 7일  | 페루 앙카시주 침보테 남쪽 60km 해역                                    | 4.5 | 57.0      | IV  | 지진으로 대피 도중 1명이 사망하였다. | 1명      | -        |
| 10일 | 세인트헬레나 어센션 트리스탄다쿠냐 제임스타운 서쪽 785km 해역          | 6.0 | 10.0      | -   | - | -        | -        |
| 13일 | 일본 류큐 제도 나제시 서북서쪽 135km 해역                              | 6.6 | 159.6     | IV  | - | -        | -        |
| 13일 | 북마리아나 제도 사이판섬 북쪽 416km 해역                               | 6.2 | 622.0     | II  | - | -        | -        |
| 14일 | 터키 빙괼주 예디수 동쪽 14km 지점                                      | 5.9 | 10.0      | VII | 터키군 전망탑 시설이 붕괴되어 1명이 사망하고 2명이 부상을 입었다. 진앙지 인근 마을에도 여러 피해가 일어나 건물 수 채가 붕괴되었고 16명이 부상을 입었다. | 1명      | 18명     |
| 16일 | 베트남 라이쩌우성 므엉떼현, 사빠 동쪽 130km 지점                       | 4.5 | 10        | II  | 진원지 인근에 있던 어린이집 천장이 일부 무너저 깔리는 피해가 일어났다. 지진으로 최소 4명이 부상을 입었다.                                               | -        | 4명      |
| 18일 | 뉴질랜드 케르메덱 제도 남쪽 해역                                       | 7.4 | 10.0      | VII | - | -        | -        |
| 21일 | 아이슬란드 노르뒤를란드 에이스트라 시글뤼피외르뒤르 북북동쪽 28km 해역 | 6.0 | 10.0      | V   | - | -        | -        |
| 21일 | 인도 미조람주 노스반라이파이 동쪽 20km 지점                            | 5.6 | 12.6      | VI  | 참파이구를 중심으로 여러 건물과 교회가 손상을 입었다.                                                                                                   | -        | -        |
| 23일 | 인도네시아 고론탈로주 고론탈로 동남쪽 97 km 해역                       | 6.0 | 109.0     | IV  | - | -        | -        |
| 23일 | 멕시코 오아하카주 산타마리아사포티틀란 남남서쪽 12km 해역              | 7.4 | 26.3      | VII | 2020년 오아하카주 지진 문서 참조. 지진으로 낡은 건물이 흔들려 붕괴되는 등, 총 10명이 사망하고 25명이 부상을 입었다.                                     | 10명     | 25명     |
| 24일 | 일본 이바라키현 가미스시 하사키정 동남쪽 42 km 지점                    | 5.9 | 29.3      | V   | 일본 기상청 진도 계급 기준 지바현 아사히시에서 최대 진도 5약을 관측하였다. 도호쿠 지방 태평양 해역 지진의 여진이다. 지진으로 부상자 2명이 발생하였다.   | -        | 2명      |
| 25일 | 터키 반주 외잘프 남남동쪽 11 km 지점                                   | 5.4 | 10.0      | VI  | 주택 15채가 피해를 입었으며 5명이 가벼운 부상을 입고 입원하였다.                                                                                        | -        | 5명      |
| 25일 | 중화인민공화국 신장 위구르 자치구 호탄시 동남쪽 278 km 지점            | 6.3 | 10.0      | VII | - | -        | -        |

### 7월
| 날짜 | 진원 위치                                               | Mw  | 깊이 (km) | MMI | 주석 | 사상자   | 사상자   |
| 날짜 | 진원 위치                                               | Mw  | 깊이 (km) | MMI | 주석 | 사망자수 | 부상자수 |
| ---- | ------------------------------------------------------- | --- | --------- | --- | --- | -------- | -------- |
| 3일  | 푸에르토리코 라하스 라 파르게라 남남동쪽 9km 해역       | 5.3 | 3.0       | VI  | 라하스를 중심으로 집 여러 채가 금이 가는 피해를 입었다. 이 지진은 2019-2020년 푸에르토리코 지진의 군발지진 중 하나이다.          | -        | -        |
| 6일  | 미크로네시아 연방 야프 제도 파이스 제도 북쪽 254km 해역 | 6.2 | 12.4      | -   | - | -        | -        |
| 6일  | 인도네시아 자와섬 바탕구 북쪽 93km 해역                 | 6.6 | 528.7     | II  | - | -        | -        |
| 17일 | 파푸아뉴기니 오로주 포폰데타 북북서쪽 114km 해역        | 7.0 | 79.8      | VII | 쓰나미 경보가 발령되었다. 소헤구를 중심으로 여러 주택이 붕괴되는 피해를 입었다. 산사태로 1명이 사망하였으며 1명이 부상을 입었다. | 1명      | 1명      |
| 17일 | 인도 안다만 제도 포트블레어 동쪽 236km 해역             | 6.1 | 10.0      | III | - | -        | -        |
| 18일 | 통가 니우아토푸타푸 히히포 동북동쪽 144km 해역          | 6.1 | 14.4      | IV  | - | -        | -        |
| 21일 | 피지 라우주 해역                                        | 6.0 | 605.0     | -   | - | -        | -        |
| 22일 | 미국 알래스카주 페리빌 남남동쪽 105km 해역              | 7.8 | 28.0      | VII | 쓰나미 경보가 발령되었으며 알래스카주 샌드포인트에서 최대 25cm의 쓰나미를 관측하였다.                                            | -        | -        |
| 22일 | 미국 알래스카주 샌드포인트 동남동쪽 103km 해역          | 6.1 | 17.7      | VI  | 위의 M7.8 지진의 여진이다. | -        | -        |
| 22일 | 중화인민공화국 티베트 자치구 중서부                     | 6.3 | 10.0      | V   | - | -        | -        |
| 26일 | 사우스조지아 사우스샌드위치 제도 사우스샌드위치섬 해역  | 6.3 | 10.0      | III | - | -        | -        |
| 27일 | 베트남 선라성, 하노이 서쪽 120km여 지점                 | 4.8 | 10.0      | IV  | 진앙지 인근 5개 마을에서 건물 100여채 이상이 약간 붕괴하는 등 피해가 있었다.                                                     | -        | -        |
| 28일 | 미국 알래스카주 샌드포인트 서남쪽 66 km 해역            | 6.1 | 41.3      | V   | 7월 22일 일어난 규모 M7.8 지진의 여진이다.                                                                                       | -        | -        |

### 8월
| 날짜 | 진원 위치                                             | Mw  | 깊이 (km) | MMI | 주석 | 사상자   | 사상자   |
| 날짜 | 진원 위치                                             | Mw  | 깊이 (km) | MMI | 주석 | 사망자수 | 부상자수 |
| ---- | ----------------------------------------------------- | --- | --------- | --- | --- | -------- | -------- |
| 1일  | 필리핀 방사모로 파랑 서서남쪽 10 km 해역              | 6.4 | 480.6     | III | - | -        | -        |
| 1일  | 파푸아뉴기니 비스마르크해 로렝가우 동남쪽 198 km 해역 | 6.0 | 10.0      | IV  | - | -        | -        |
| 5일  | 바누아투 말람파 주 라카토로 동쪽 71 km 해역           | 6.4 | 174.8     | IV  | - | -        | -        |
| 6일  | 남아프리카 공화국 프린스에드워드 제도 해역            | 6.3 | 10.0      | -   | - | -        | -        |
| 7일  | 푸에르토리코 과야니야 마가스아리바 남남동쪽 2 km 해역 | 4.8 | 12.0      | VI  | 폰세를 중심으로 건축물 피해가 발생했다. 이 지진은 2019-2020년 푸에르토리코 지진 지진군의 일부이다.                                      |          |          |
| 7일  | 알제리 밀라주 시디메뤄아네 북북동쪽 3 km 지점         | 4.9 | 10.0      | VI  | 최소 건축물 3채가 완전히 붕괴되었으며 주택 건물 31채가 피해를 입었으며 도로도 여럿 피해를 입었다. 인명 피해는 나오지 않았다.            | -        | -        |
| 9일  | 미국 노스캐롤라이나주 스파르타 동남쪽 4 km 지점       | 5.1 | 7.6       | VII | 스파르타 마을을 중심으로 피해가 일어났으며 어린이 1명이 부상을 입었다. 1916년 이후 노스캐롤라이나주에서 일어난 가장 큰 규모의 지진이다. | -        | 1명      |
| 12일 | 탄자니아 프와니 주 비킨두 동남동쪽 65 km 해역         | 6.0 | 15.5      | V   | - | -        | -        |
| 18일 | 필리핀 마스바테주 산 페드로 동쪽 13 km 해역           | 6.5 | 1.0       | V   | 지진이 인접한 비사야스 제도와 비콜 지방에서도 느껴졌다.                                                                                 | 2명      | 170명    |
| 18일 | 인도네시아 수마트라섬 븡쿨루주 서남서쪽 138 km 해역   | 6.8 | 22.0      | IV  | 수 분 후 일어난 지진의 이중지진이다. | -        | -        |
| 18일 | 인도네시아 수마트라섬 븡쿨루주 서남서쪽 126 km 해역   | 6.9 | 26.0      | IV  | 수 분 전 일어난 지진의 이중지진이다. | -        | -        |
| 21일 | 인도네시아 반다해 카타부 남남동쪽 220 km 해역         | 6.9 | 627.3     | III | - | -        | -        |
| 24일 | 코스타리카 푼타레나스주 하코 동남동쪽 3 km 지점       | 6.0 | 27.2      | V   | - | -        | -        |
| 25일 | 파푸아뉴기니 동뉴브리튼주 코코포 남남서쪽 141 km 해역 | 6.0 | 22.6      | VI  | 수시간 후 아래에 일어난 M6.2 지진의 전진이다.                                                                                           | -        | -        |
| 25일 | 파푸아뉴기니 동뉴브리튼주 코코포 남남서쪽 141 km 해역 | 6.2 | 22.0      | VI  | 수시간 전 일어난 M6.0 지진의 본진이다.                                                                                                  | -        | -        |
| 30일 | 브라질 바이아주 무투이프 남남서쪽 6 km 지점           | 4.6 | 10.0      | VI  | 브라질 바이아주에서 30년만에 일어난 가장 큰 규모의 지진이다. 이 지진으로 건물 20여채가 피해를 입었다.                                   | -        | -        |
| 30일 | 대서양 중앙 해령 중부 해역                            | 6.5 | 10.0      | V   | - | -        | -        |
| 31일 | 차고스 제도 해역                                      | 6.2 | 10.0      | II  | - | -        | -        |

### 9월
| 날짜 | 진원 위치                                     | Mw  | 깊이 (km) | MMI | 주석                                                                                            | 사상자   | 사상자   |
| 날짜 | 진원 위치                                     | Mw  | 깊이 (km) | MMI | 주석                                                                                            | 사망자수 | 부상자수 |
| ---- | --------------------------------------------- | --- | --------- | --- | ----------------------------------------------------------------------------------------------- | -------- | -------- |
| 1일  | 칠레 아타카마주 바예나르 서북쪽 85 km 해역    | 6.8 | 23.0      | VII | 진앙 인근의 코피아포에서 재산 피해가 있었다.                                                    | -        | -        |
| 1일  | 칠레 아타카마주 바예나르 서북쪽 81 km 해역    | 6.3 | 18.7      | VI  | 1시간 전에 일어난 M6.8 지진의 여진이다.                                                         | -        | -        |
| 1일  | 칠레 아타카마주 바예나르 서북쪽 94 km 해역    | 6.5 | 14.5      | VI  | 수 시간 전에 일어난 M6.8 지진의 여진이다.                                                       | -        | -        |
| 4일  | 일본 후쿠이현 후쿠이시 동북쪽 2 km 지점       | 4.5 | 10.0      | III | 지진으로 13명이 부상을 입었다. 일본 기상청 진도 계급 기준 사카이시에서 5약의 진동을 감지하였다. | -        | 13명     |
| 6일  | 칠레 코킴보주 오바예 서북쪽 45 km 지점        | 6.3 | 30.7      | VI  | -                                                                                               | -        | -        |
| 6일  | 바누아투 셰파 주 포트빌라 서북쪽 101 km 해역  | 6.2 | 8.2       | IV  | -                                                                                               | -        | -        |
| 6일  | 대서양 중앙 해령 중부                         | 6.7 | 10.0      | -   | -                                                                                               | -        | -        |
| 6일  | 필리핀 다바오 지방 탈란구퉁 동쪽 17 km 해역   | 6.3 | 119.4     | IV  | -                                                                                               | -        | -        |
| 6일  | 이란 골레스탄주 아자즈하흐르 남쪽 12 km 지점  | 5.1 | 10.0      | V   | 이 지진으로 건물 50여채가 피해를 입었으며 34명이 부상을 입었다.                                 | -        | 34명     |
| 7일  | 바누아투 셰파 주 포트빌라 북북동쪽 73 km 해역 | 6.2 | 10.0      | VI  | 6일에 일어난 규모 M6.2 지진의 여진이다.                                                         | -        | -        |
| 11일 | 칠레 타라파카주 토코피야 북북동쪽 83 km 지점  | 6.3 | 51.0      | VII | 일부 건물이 무너지며 1명이 부상을 입는 피해가 발생했다.                                         | -        | 1명      |
| 12일 | 일본 이와테현 오후나토시 동남쪽 57 km 해역    | 6.1 | 32.1      | IV  | -                                                                                               | -        | -        |
| 15일 | 러시아 캄차카 변경주 에소 서쪽 15 km 지점     | 6.4 | 344.0     | III | -                                                                                               | -        | -        |
| 18일 | 대서양 중앙 해령 중부                         | 6.9 | 10.0      | III | -                                                                                               | -        | -        |
| 26일 | 아프리카 남쪽 해역                            | 6.1 | 10.0      | -   | -                                                                                               | -        | -        |

### 10월
| 날짜 | 진원 위치                                                | Mw  | 깊이 (km) | MMI  | 주석 | 사상자   | 사상자   |
| 날짜 | 진원 위치                                                | Mw  | 깊이 (km) | MMI  | 주석 | 사망자수 | 부상자수 |
| ---- | -------------------------------------------------------- | --- | --------- | ---- | --- | -------- | -------- |
| 1일  | 스페인 나바라주 우아르테 북쪽 4 km 지점                  | 4.4 | 10.0      | IV   | 팜플로나를 비롯한 진앙 인근 지역에서 주택의 벽이 갈라지거나 창문이 깨지는 등 약간의 재산 피해가 있었다. | -        | -        |
| 1일  | 통가 하파이 제도 팡가이 동북쪽 41 km 해역                | 6.4 | 28.0      | VI   | - | -        | -        |
| 1일  | 파푸아뉴기니 서뉴브리튼주 칸드리안 서쪽 99 km 해역       | 6.1 | 74.0      | IV   | - | -        | -        |
| 8일  | 파푸아뉴기니 동부하일랜즈주 카이난투 동북동쭉 38 km 지점 | 6.3 | 106.0     | VII  | - | -        | -        |
| 19일 | 미국 알래스카주 샌드포인트 동남쪽 97 km 해역             | 7.6 | 35.4      | VII  | 7월 22일 일어난 규모 M7.8 지진의 여진이다. 샌드포인트에서 최대 70cm의 쓰나미를 관측하였다. | -        | -        |
| 23일 | 피지 남쪽 먼바다                                         | 6.1 | 463.9     | III  | - | -        | -        |
| 25일 | 인도네시아 서자와주 카왈루 남남서쪽 74 km 해역           | 5.4 | 57.1      | IV   | 주택 10채가 피해가 있었으며 지진으로 3명이 부상을 입었다. | -        | 3명      |
| 27일 | 인도네시아 서자와주 맘무주 북북동쪽 53 km 해역           | 5.4 | 22.0      | VI   | 진앙인 맘무주를 중심으로 여러 주택 피해가 있었으며 지진으로 1명이 사망하였다. | 1명      | -        |
| 30일 | 그리스 북에게주 카를로바시 북북동쪽 15 km 해역           | 7.0 | 21.0      | VIII | 2020년 에게해 지진 문서 참조. 이즈미르를 비롯한 주요 대도시에 큰 피해가 있었다. 그리스의 섬 제도들과 터키 해안에 쓰나미 피해를 입었다. 터키에서는 최소 83명이 사망하고 994명이 부상을 입었다. 그리스의 사모스섬에서는 2명이 사망하고 19명이 부상을 입었다. | 85명     | 1,013명  |

### 11월
| 날짜 | 진원 위치                                                      | Mw  | 깊이 (km) | MMI | 주석                                                                                            | 사상자   | 사상자   |
| 날짜 | 진원 위치                                                      | Mw  | 깊이 (km) | MMI | 주석                                                                                            | 사망자수 | 부상자수 |
| ---- | -------------------------------------------------------------- | --- | --------- | --- | ----------------------------------------------------------------------------------------------- | -------- | -------- |
| 3일  | 칠레 아이센델헤네랄카를로스이바녜스델캄포주 외해               | 6.0 | 10.0      | -   | -                                                                                               | -        | -        |
| 6일  | 남극 사우스셰틀랜드 제도 해역                                  | 6.0 | 10.8      | V   | -                                                                                               | -        | -        |
| 7일  | 통가 니우아토푸타푸 히히포 북북동쪽 79 km 해역                 | 6.1 | 29.3      | IV  | -                                                                                               | -        | -        |
| 11일 | 통가 통가타푸섬 서북쪽 292 km 해역                             | 6.0 | 416.9     | III | -                                                                                               | -        | -        |
| 15일 | 필리핀 카라가 지방 마리하탕 남쪽 5 km 지역                     | 6.0 | 44.5      | V   | 카라가 지방을 중심으로 건물에 금이 가거나 벽돌담이 무너지는 등 약간의 재산 피해가 있었다.       | -        | -        |
| 22일 | 칠레 마울레주 콘스티투시온 서북쪽 99km 해역                    | 6.1 | 19.7      | IV  | -                                                                                               | -        | -        |
| 22일 | 알제리 스킥다주 아자바 서남서쪽 24 km 지점                     | 5.2 | 10.0      | VI  | 엘하루치와 아인바지앙을 중심으로 병원과 같은 건물의 피해가 있었다. 인명 피해는 없다.            | -        | -        |
| 29일 | 아르헨티나 살타주 우마우아카 동쪽 34 km 지점                   | 5.8 | 10.0      | VI  | 진앙지가 산지라 산사태가 다수 발생하였다. 카스팔라 마을에서 여러 건물이 붕괴되는 피해가 있었다. | -        | -        |
| 30일 | 러시아 하바롭스크 변경주 소베츠카야가반 남남동쪽 88 km 해역    | 6.4 | 587.0     | II  | -                                                                                               | -        | -        |
| 30일 | 아르헨티나 살타주 산안토니오데로스코브레스 서남서쪽 76 km 지점 | 6.3 | 147.8     | IV  | -                                                                                               | -        | -        |

### 12월
| 날짜 | 진원 위치                                                 | Mw  | 깊이 (km) | MMI  | 주석 | 사상자   | 사상자   |
| 날짜 | 진원 위치                                                 | Mw  | 깊이 (km) | MMI  | 주석 | 사망자수 | 부상자수 |
| ---- | --------------------------------------------------------- | --- | --------- | ---- | --- | -------- | -------- |
| 1일  | 미국 알래스카주 알류샨 열도 니콜스키 동남동쪽 47 km 해역  | 6.4 | 23.0      | VII  | - | -        | -        |
| 2일  | 남극 밸레니 제도 해역                                     | 6.0 | 10.0      | -    | - | -        | -        |
| 6일  | 칠레 타라파카주 이키케 동쪽 114 km 지점                   | 6.1 | 105.0     | VI   | - | -        | -        |
| 10일 | 중화민국 이란현 이란시 동쪽 25 km 해역                    | 6.1 | 73.2      | V    | - | -        | -        |
| 14일 | 칠레 안토파가스타주 칼라마 북북동쪽 75 km 지점            | 6.0 | 114.0     | IV   | - | -        | -        |
| 15일 | 필리핀 다바오 지방 사랑가니주 남쪽 21 km 해역             | 6.1 | 26.9      | VI   | 제너럴산토스 지역의 여러 건물에 금이 가는 피해가 있었다.                                                                                           | -        | -        |
| 16일 | 페루 아레키파주 케케냐구 동쪽 2km 지점                    | 5.6 | 87.4      | V    | 아레키파주를 중심으로 여러 건축물 피해가 발생했다. 낙석 사태도 발생해 도로를 일시적으로 막기도 하였다.                                             | -        | -        |
| 20일 | 일본 아오모리현 하치노헤시 동북동쪽 98 km 해역            | 6.3 | 35.0      | V    | - | -        | -        |
| 23일 | 팔라우 앙가우르주 서남쪽 90 km 해역                       | 6.1 | 11.0      | IV   | - | -        | -        |
| 25일 | 필리핀 칼라바르손 지방 칼라타간 남남서쪽 1 km 해역        | 6.3 | 109.0     | VI   | - | -        | -        |
| 27일 | 터키 엘라즈으주 시브리제 서북서쪽 8 km 지점               | 5.5 | 10.0      | VII  | 2020년 1월에 있었던 2020년 엘라지 지진의 여진이다. 지진으로 68명이 부상을 입었으며 여러 건축물 피해도 있었다.                                      | -        | 68명     |
| 27일 | 페루 아레키파주 아티키파구 남쪽 26 km 해역                | 5.7 | 34.0      | V    | 카라벨리구를 중심으로 여러 건축물 피해가 있었으며 총 8채가 심각한 피해를 입어 이 집에 살고 있던 가구들이 피난을 갔다.                              | -        | -        |
| 27일 | 칠레 로스리오스주 코랄 서북서쪽 146 km 해역               | 6.7 | 10.0      | V    | - | -        | -        |
| 28일 | 크로아티아 시사크모슬라비나주 페트리냐 서쪽 8 km 지점     | 5.2 | 10.0      | VII  | 진앙지 인근의 페트리냐, 글리나, 시사크를 중심으로 여러 건축물 피해가 있었다. 12시간 후 일어난 29일의 M6.4 지진의 전진이다.                         | -        | -        |
| 29일 | 크로아티아 시사크모슬라비나주 페트리냐 서남서쪽 3 km 지점 | 6.4 | 10.0      | VIII | 2020년 페트리냐 지진 문서 참조. 페르티냐 진앙지를 중심으로 심각한 피해가 일어났으며, 크로아티아의 수도 자그레브에서도 지진의 진동이 크게 느껴졌다. | 7명      | 25명     |

## 같이 보기
- 지진 목록